# Раджникант
Раджникант (настоящее имя Шиваджи Рао Гаеквад; род. 12 декабря 1950, Бангалор, Индия) — индийский актёр, работающий в основном Колливуде. Всего снялся в более чем 150 фильмах. Кроме этого, снимался в Толливуде, Болливуде, а также в фильмах на языках каннада и малаялам. Благодаря своей необычной манере игры, пользуется огромной популярностью и считается культовым артистом. В 2007 году стал вторым после Джеки Чана самым высокооплачиваемым актёром Азии.

## Биография
Родился в Бангалоре в семье полицейского, где кроме него было ещё много детей. Когда ему было пять лет, его мать умерла, после чего он начал подрабатывать в качестве носильщика. Окончил начальную школу, где преподавание велось на языке каннада. С 1966 по 1973 год работал на разных работах, в том числе кондуктором автобуса, в те же годы начал в свободное время участвовать в любительских постановках пьес. В 1973 году переехал в Мадрас и поступил в Мадрасский институт кино, где был замечен режиссёром К. Балачандером и последовал его совету как можно скорее освоить тамильский язык.
В кино впервые снялся в 1975 году в фильме Apoorva Raagangal, сыграв небольшую роль второго плана. После этого снимался на протяжении 1970-х и 1980-х годов в основном в тамильских фильмах и практически всегда в отрицательных ролях, играя обычно злодеев и жестоких бандитов. Едва ли не единственным исключением стал фильм 1980 года Murattu Kaalai. В 1983 году впервые сыграл роль в фильме на хинди «Слепой закон». В том же году с его участием вышел ещё один фильма Jeet Hammari, который является хиндиязычным ремейком Thai Veedu того же года. В 1992 году снялся в фильме Annamalai, который являлся ремейком хиндиязычного фильма Khudgarz. Фильм имел коммерческий успех, а надпись с текстом Rajni Superstar, появляющаяся в фильме, в дальнейшнем стала визитной карточкой актёра. Неоднократно награждался различными премиями, в том числе шесть раз выиграл Кинопремию штата Тамил-Наду (высшую награду в тамилоязычном кинематографе), а также удостоился Падма Бхушан — третьей по значению гражданской награды в Индии.
В 2010 году сыграл двойную роль профессора и созданного им робота Читти в фильме «Робот», который был самым дорогим фильмом в истории индийского кинематографа на тот момент. «Робот» имел коммерческий успех и стал самым кассовым фильмом года. В 2011 году Раджникант приступил к съёмкам фильма Rana, но съёмки были заморожены на неопределённый срок из-за его болезни. Несмотря на отмену съёмок фильма Rana, он появился в эпизодической роли Читти в фильме «Случайный доступ».
В 2014 году вышли два фильма с его участием: мультфильм «Легенда», где он сыграл тройную роль, двух сыновей и их отца, и Lingaa, где он сыграл двойную роль отца и сына, которые ищут сокровища вместе двумя спутницами. Оба фильма имели коммерческий успех.
В 2016 году вышел фильм Kabali, в котором он сыграл старого главаря банды. Фильм имел коммерческий успех и получил положительную оценку критиков
В 2017 году объявил, что планирует оставить кинематограф ради занятия политикой после выхода фильмов 2.0 и Kaala. Однако после того, как оба фильма были выпущены и имели коммерческий успех, он несмотря на заявление он продолжил сниматься.

## Личная жизнь
В 1981 году Раджникант женился на студентке Латхе Рангачари, которая брала у него интервью для студенческого журнала. Супруги имеют двоих дочерей: Айшварию и Соундарию.
В 2004 году Айшвария вышла замуж за актёра Дхануша. Соундария работает режиссёром, продюсером и дизайнером по графике. У Раджниканта трое внуков: Ятхру и Лингу от Айшварии и Вед Кришну от Соундарии.

## Частичная фильмография
| Год  |    | Русское название           | Оригинальное название                                 | Роль                                   |
| ---- | -- | -------------------------- | ----------------------------------------------------- | -------------------------------------- |
| 1975 | ф  |                            | Apoorva Raagangal                                     | Пандиян                                |
| 1976 | ф  |                            | Katha Sangama (канн.)                                 | Кондаджи                               |
| 1976 | ф  |                            | Anthuleni Katha (тел.)                                | Муртхи                                 |
| 1976 | ф  |                            | Moondru Mudichu                                       | Прасад                                 |
| 1977 | ф  | В шестнадцать лет          | 16 Vayathinile                                        | Параттаи                               |
| 1979 | ф  |                            | Priya (канн.) (там.)                                  | Ганеш                                  |
| 1979 | ф  |                            | Allaudinaum Arputha Vilakkum (там.) (малаял.)         | Камруддин                              |
| 1979 | ф  |                            | Ninaithale Inikkum (там.) Andamaina Anubhavam (тел.)  | Дипак / Дилип                          |
| 1979 | ф  |                            | Annai Oru Aalayam (там.) Amma Evarikkaina Amma (тел.) | Виджай                                 |
| 1980 | ф  |                            | Billa                                                 | Дэвид Билла / Раджаппа                 |
| 1980 | ф  |                            | Kaali (там.) (тел.)                                   | Каали                                  |
| 1981 | ф  |                            | Garjanai (там.) (канн.) (малаял.)                     | Виджай                                 |
| 1981 | ф  |                            | Netrikkann                                            | Чакравартхи / Сантош                   |
| 1982 | ф  | Непокорный                 | Thanikattu Raja                                       | Сурья Пракаш                           |
| 1982 | ф  | Три лица                   | Moondru Mugam                                         | Алекс Пандиян, Арун, Джон              |
| 1983 | ф  | Слепой закон               | Andha Kanoon (хинди)                                  | Виджай Кумар Сингх                     |
| 1984 | ф  |                            | Gangvaa (хинди)                                       | Ганваа                                 |
| 1985 | ф  |                            | Un Kannil Neer Vazhindal                              | Рави                                   |
| 1985 | ф  |                            | Wafadaar (хинди)                                      | Ранга                                  |
| 1985 | ф  | Невинно осужденные         | Geraftaar (хинди)                                     | Хуссейн                                |
| 1986 | ф  | Господин Бхарат            | Mr. Bharath                                           | Бхарат                                 |
| 1986 | ф  |                            | Maaveeran                                             | Раджа                                  |
| 1986 | ф  |                            | Velaikaran                                            | Рагхуpпатхи                            |
| 1987 | ф  |                            | Oorkavalan                                            | Kangeyan                               |
| 1987 | ф  |                            | Manithan                                              | Раджа                                  |
| 1987 | ф  |                            | Uttar Dakshin                                         | Шанкар                                 |
| 1988 | ф  |                            | Guru Sishyan                                          | Раджа (Гуру)                           |
| 1988 | ф  |                            | Bloodstone (англ.)                                    | Шиям Сабу                              |
| 1988 | ф  |                            | Kodi Parakuthu                                        | Erode Shivagiri (Dada)                 |
| 1989 | ф  |                            | Rajathi RajaRaja / Chinnarasu                         |                                        |
| 1989 | ф  |                            | Siva                                                  | Siva (Tiger)                           |
| 1989 | ф  |                            | Raja Chinna Roja                                      | Raja (Kumar)                           |
| 1989 | ф  |                            | Mappillai                                             | Aarumugam                              |
| 1989 | ф  | В тени закона              | Bhrashtachar                                          | Абдул Саттар                           |
| 1989 | ф  | Плутовка                   | ChaalBaaz (хинди)                                     | Джаггу                                 |
| 1990 | ф  |                            | Panakkaran                                            | Мутху                                  |
| 1990 | ф  |                            | Athisaya Piravi                                       | Каалай / Балу                          |
| 1991 | ф  |                            | Dharma Durai                                          | Dharma Durai                           |
| 1991 | ф  | Добрые друзья              | Hum                                                   | Кумар Малхотра                         |
| 1991 | ф  | Женская доля               | Farishtay                                             | Arjun Thange                           |
| 1991 | ф  |                            | Khoon Ka Karz                                         | Kishan                                 |
| 1991 | ф  | Цветы превратились в искры | Phool Bane Angaray (хинди)                            | Ranjit Singh                           |
| 1991 | ф  |                            | Nattukku Oru Nallavan                                 | Subhash                                |
| 1991 | ф  | Командир                   | Thalapathi                                            | Surya                                  |
| 1992 | ф  |                            | Mannan                                                | Krishnan                               |
| 1992 | ф  |                            | Tyagi                                                 | Shankar G. "Dadhu" Dayal               |
| 1992 | ф  | Найти в себе силы          | Annamalai                                             | Annamalai                              |
| 1992 | ф  |                            | Pandiyan                                              | Pandiyan                               |
| 1993 | ф  |                            | Insaniyat Ke Devta                                    | Anwar                                  |
| 1993 | ф  |                            | Yejaman                                               | Vaanavarayan                           |
| 1993 | ф  |                            | Uzhaippali                                            | Thamizharasan (Thamizhazhagan)         |
| 1994 | ф  |                            | Veera                                                 | Мухтувираппан (Вира)                   |
| 1995 | ф  |                            | Baashha                                               | Маникам (Маник Баашха)                 |
| 1995 | ф  |                            | Aatank Hi Aatank (хинди)                              | Munna                                  |
| 1995 | ф  |                            | Muthu                                                 | Мутхувел / Заминдар                    |
| 1997 | ф  |                            | Arunachalam                                           | Аруначалам / Ведачалам                 |
| 1999 | ф  |                            | Padayappa                                             | Aarupadayappan                         |
| 2000 | ф  | Обольстительница           | Bulandi                                               | Гхаджрадж Тхакур                       |
| 2002 | ф  |                            | Baba                                                  | Баба / Махаватар Бабаджи (озвучка)     |
| 2005 | ф  | Таинственная гостья        | Chandramukhi                                          | Сараванан / Веттайян Раджа             |
| 2007 | ф  | Босс Шиваджи               | Sivaji                                                | Сиваджи Арумугам                       |
| 2008 | ф  |                            | Kathanayakudu (тел.) Kuselan (там.)                   | Ашок Кумар                             |
| 2010 | ф  | Загадочный портрет         | Nagavalli (тел.)                                      | Доктор Ишвар (камео)                   |
| 2010 | ф  | Робот                      | Enthiran                                              | Доктор Васигаран / Читти               |
| 2014 | мф | Легенда                    | Kochadaiiyaan                                         | Кочадаиян, Рана, Сена                  |
| 2014 | ф  |                            | Lingaa                                                | Раджа Лингесваран, Лингесваран (Линга) |
| 2016 | ф  |                            | Kabali                                                | Кабалисваран (Кабали)                  |
| 2018 | ф  | Робот 2.0                  | 2.0                                                   | Доктор Васигаран / Читти               |
| 2018 | ф  |                            | Kaala                                                 | Карикалан                              |